# Söderköping
Söderköping ( pronúncia) é uma pequena cidade sueca no sudeste da província histórica da Östergötland, localizada a 15 km a sul da cidade de Norrköping. Tem uma área de 5.08 km2 e uma populacão de 7 547 habitantes (2020). É sede do município de Söderköping.

Apesar da sua dimensão, Söderköping é importante por motivos históricos e pela quantidade de vestígios medievais. Com as suas ruas estreitas e calçadas de pedra, a cidade atrai muitos turistas. Söderköping fica na margem sul do Canal de Gota, tendo um concorrido cais turístico.

## Etimologia e uso
O nome geográfico Söderköping deriva das palavras nórdicas sudher (sul) e køpunger ou køpinger (local de comércio).
É igualmente possível que Söderköping e Norrköping estejam relacionadas, significando Söderköping o local de comércio do sul.
Num texto em latim do século XIII, Söderköping está mencionada como Sudhercopia.

Em textos em português costuma ser usada a forma original Söderköping.

## Comunicações
A cidade de Söderköping é atravessada pela estrada europeia E22 (Norrköping–Söderköping-Trelleborg) no sentido Norte-Sudeste e é contornada a Norte pelo canal de Göta.

## Património
- Igreja de São Lourenço (S:t Laurentii kyrka, século XIII) [5]
- Igreja de Drothem (Drothems kyrka, século XIII) [5]
- Gráfica Braskens [13]
- Cais do Canal de Gota [6]